# Calgary Tower
La Calgary Tower (en español: Torre Calgary o Torre de Calgary) es una torre de observación de 191 metros (626 pies) de altura ubicada en el centro de la ciudad canadiense de Calgary, en la provincia de Alberta. Originalmente llamada la Torre Husky (del inglés: Husky Tower), fue concebida como una empresa conjunta entre Marathon Realty Company Limited y Husky Oil, como parte de un plan de renovación urbana y para celebrar el centenario de 1967 de Canadá. La torre fue construida a un costo de $3.500.000 y con un peso aproximado de 10.900 toneladas, de las cuales el 60% se encuentra por debajo del suelo. Abrió sus puertas al público el 30 de junio de 1968 con el título de la estructura más alta en Calgary, y la más alta en Canadá fuera de Toronto. Su nombre se cambió a Calgary Tower en 1971.

## Historia
Cuando Marathon Realty y Husky Oil construyeron sus nuevas oficinas centrales en Calgary, propusieron la construcción de la torre, tanto para conmemorar el año del centenario de Canadá de 1967 y fomentar la renovación y el crecimiento del núcleo del centro urbano. La estructura fue diseñada por W.G. Milne & A. Dale and Associates, y fue diseñada para resistir terremotos y vientos de hasta a 161 kilómetros por hora (100 mph). La construcción comenzó el 19 de febrero de 1967 y terminó en 15 meses a un costo de C$ 3.5 millones.